# Angoual Roumdji (Madarounfa)
Angoual Roumdji (auch: Angoal Roumji, Angoual Roumji, Angoul Roumdji) ist ein Dorf in der Stadtgemeinde Madarounfa in Niger.

## Geographie
Das von einem traditionellen Ortsvorsteher (chef traditionnel) geleitete Dorf liegt etwa zwei Kilometer nördlich der Staatsgrenze zu Nigeria. Es befindet sich rund 18 Kilometer südlich des urbanen Zentrums von Madarounfa, der Hauptstadt des gleichnamigen Departements Madarounfa, das zur Region Maradi gehört. Zu den Siedlungen in der näheren Umgebung von Angoual Roumdji zählen N’Yelwa im Nordosten, Farou im Osten und Dabira im Süden.
Angoual Roumdji ist Teil der Übergangszone zwischen Sahel und Sudan. Die durchschnittliche jährliche Niederschlagsmenge beträgt hier zwischen 500 und 600 mm.

## Bevölkerung
Bei der Volkszählung 2012 hatte Angoual Roumdji 1550 Einwohner, die in 240 Haushalten lebten. Bei der Volkszählung 2001 betrug die Einwohnerzahl 1113 in 171 Haushalten und bei der Volkszählung 1988 belief sich die Einwohnerzahl auf 1597 in 275 Haushalten.
Die Bevölkerungsdichte in diesem Gebiet ist für nigrische Verhältnisse hoch.

## Wirtschaft und Infrastruktur
Das Gebiet der Ebenen im südlichen Teil der Region Maradi, in dem Angoual Roumdji liegt, ist von einer anhaltenden Degradation der ackerbaulichen Flächen gekennzeichnet, die mit der hohen Bevölkerungsdichte in Zusammenhang steht. Der CEG Angoual Roumdji ist eine Schule der Sekundarstufe des Typs Collège d’Enseignement Général.
Bei Angoual Roumdji verläuft die 54,4 Kilometer lange Nationalstraße 18 zwischen der Regionalhauptstadt Maradi und der Staatsgrenze zu Nigeria. Es handelt sich um eine einfache Erdstraße. Hier zweigt die 17 Kilometer lange Route 425, eine einfache Piste, nach Maraka ab.